# Tigidia mathiauxi
Tigidia mathiauxi is een spinnensoort uit de familie Barychelidae. De soort komt voor in Madagaskar.